# Академическая библиотека Таллинского университета

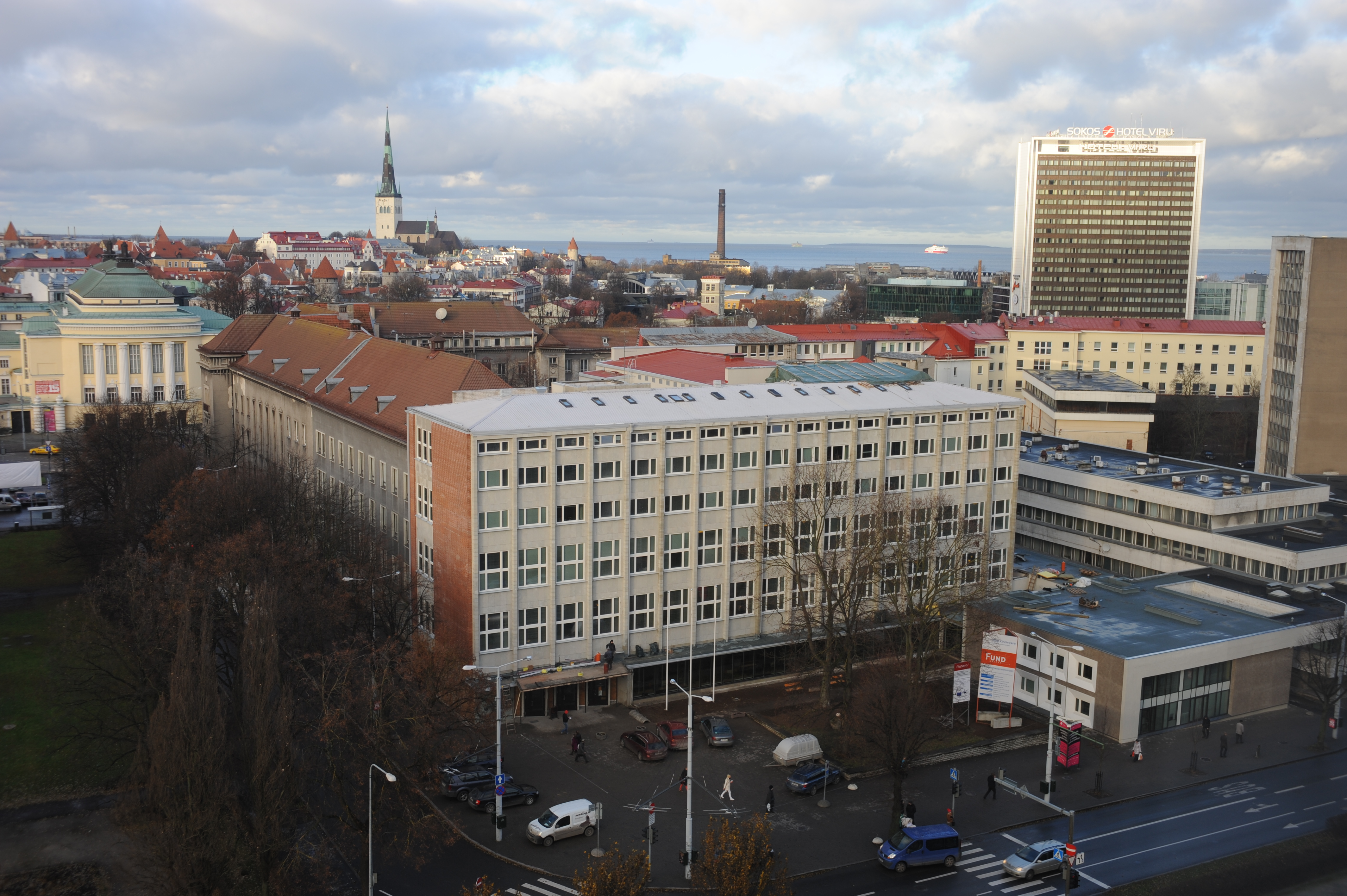
Главное здание библиотеки (шести- и двухэтажная часть)

Академическая библиотека Таллинского университета — научная библиотека, образованная в апреле 1946 года как Центральная библиотека Академии наук Эстонской ССР. С 2003 года является университетской библиотекой и научной национальной библиотекой. В старейшей коллекции находятся книги начиная с XVI века.
Фонды библиотеки насчитывают свыше 2,5 миллионов изданий. Кроме этого в резервном и обменном фонде находятся 75 тысяч изданий. На сегодняшний день зарегистрировано 50 тысяч читателей. Являясь официальной архивной библиотекой, Академическая библиотека Таллинского университета получает обязательный экземпляр книг, изданных в Эстонии. Большое значение в библиотеке придётся изданиям на электронных носителях.

## Местонахождение
В 1963 году архитекторами Уно Тёлпусем и Паулем Мадаликом было спроектировано главное здание по адресу бульвар Рявала 10, куда в 1966 году переехала Центральная библиотека АН ЭССР. Здание является памятником архитектуры и находится под охраной государства.
Библиотека имеет несколько филиалов, шесть из которых находятся в Таллине, по одному в Хаапсалу и Раквере.

## История
В 1552 году при церкви Олевисте была открыта библиотека, которая стала первой публичной библиотекой в городе. Раритеты из фондов этой библиотеки послужили основой собрания Центра старинных книг (Балтика) в Академической библиотеке Таллинского университета.
Датой основания Академической библиотеки Таллинского университета считается 5 апреля 1946 года, когда постановлением Совета Министров ЭССР была утверждена структура Академии наук ЭССР и в ней место библиотеки как самостоятельного подразделения. Библиотека стала называться Центральной библиотекой АН ЭССР, и в 1947 году ей выделили первые помещения — четыре комнаты по адресу улица Сакала 35. Сначала книги выдавались только на дом, но в 1948 году был открыт читальный зал. В этом же году начал свою работу межбиблиотечный абонемент (МБА), а также библиотека стала получать обязательный сигнальный экземпляр.
В 50-е годы библиотечные фонды значительно расширились за счёт пополнения ценными коллекциями старинных и редких книг.
В 1952 году библиотека была переведена в более просторные помещения по адресу бульвар Эстония 7, а в 1966 году открылись двери специально построенного для библиотеки здания по адресу бульвар Ленина 10, где она и находится поныне.
В 1990-е годы библиотека присоединилась к таким международным библиотечным сетям, как IFLA, CERL, Biblioteca Baltica. В 1995 году библиотека стала соучредителем сети эстонских библиотек ELNET.
После реорганизации в 1994 году Эстонской академии наук библиотека была переименована в Эстонскую академическую библиотеку с подчинением Министерству культуры ЭР.
В 1998 году была введена интегрированная библиотечная система «INNOPAC», которая позволила постепенно перейти от карточного каталога к электронному каталогу «ESTER».
С 1 января 2002 года библиотека была переведена в подчинение Министерства образования Эстонии, а 8 апреля 2003 года библиотека присоединилась к Таллинскому педагогическому университету и стала называться Академической библиотекой Таллинского педагогического университета.
В 2005 году в связи созданием Таллинского университета библиотека была переименована в Академическую библиотеку Таллинского университета.